# Ekhagen, Västervik
För andra betydelser, se Ekhagen.
Ekhagen är ett f.d. kronotorp vid Gudingen i Tjusts skärgård på södra delen av Norrlandet i Västerviks kommun. Vid vägen dit ligger Västerviks golfklubb på gården Nybygget. 
I dagligt tal har namnet Ekhagen felaktigt kommit att associeras till hela området, inklusive golfbanan som sträcker sig ned till Gudingen.